# رهاینبرایتباخ
رهاینبرایتباخ (به آلمانی: Rheinbreitbach) یک منطقهٔ مسکونی در آلمان است که در نویوید واقع شده‌است. رهاینبرایتباخ ۴٬۵۸۸ نفر جمعیت دارد.